# Ach! ich sehe, itzt, da ich zur Hochzeit gehe, BWV 162

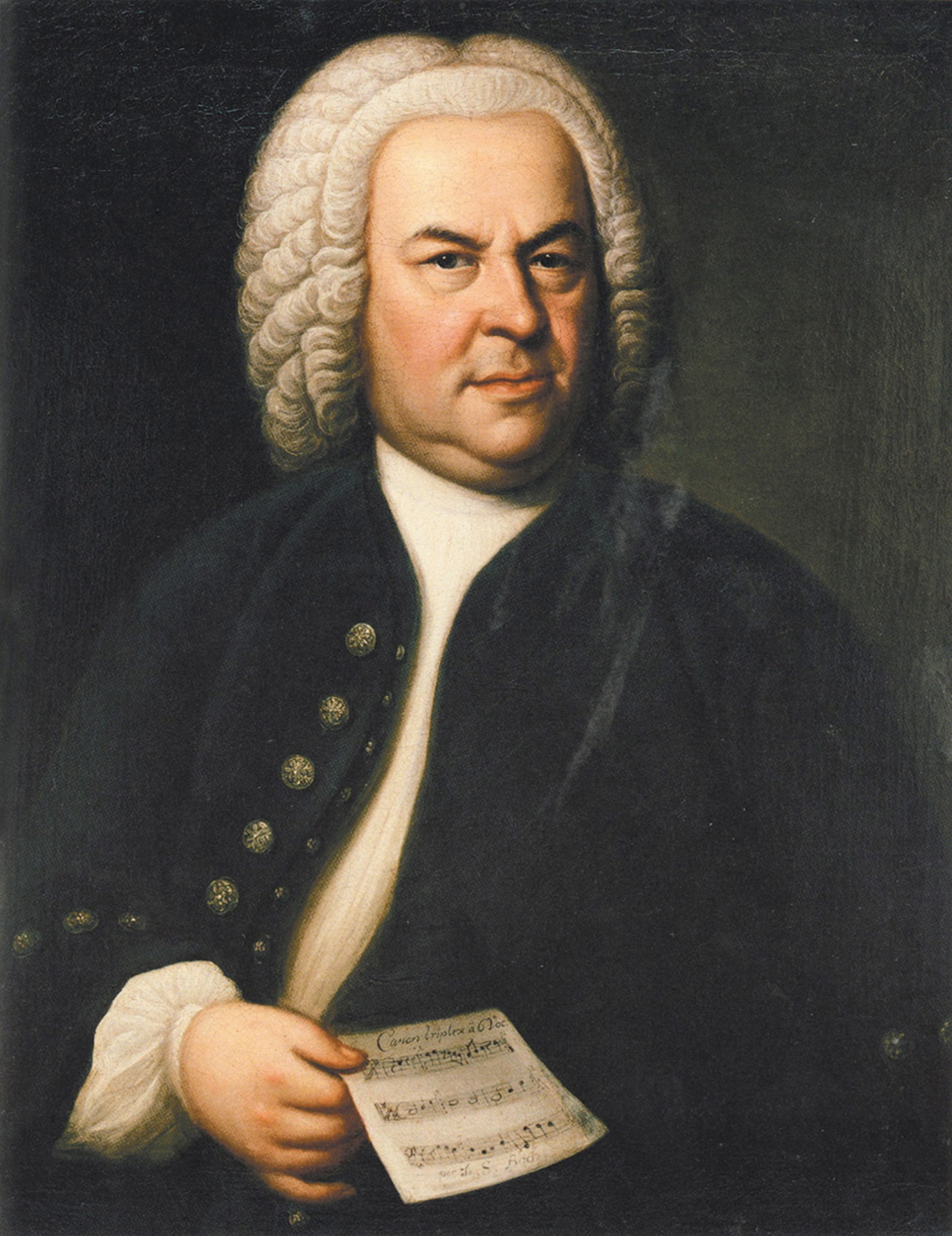
Johann Sebastian Bach, compositor de la cantata.

Ach! ich sehe, itzt, da ich zur Hochzeit gehe, BWV 162 (en español, (¡Ah! Ya veo, ahora, cuando voy a la boda) es una cantata de iglesia compuesta por Johann Sebastian Bach en Weimar para el vigésimo domingo después de Trinidad y lo interpretó por primera vez en 1715 o 1716.

## Historia y texto
El 2 de marzo de 1714, Johann Sebastian Bach fue nombrado Konzertmeister de la capilla de la corte de Weimar de los duques correinantes Guillermo Ernesto y Ernesto Augusto I de Sajonia-Weimar-Eisenach. Como concertista, asumió la responsabilidad principal de componer nuevas obras, específicamente cantatas para la Schlosskirche (iglesia del palacio), de carácter mensual. Escribió la cantata para el vigésimo domingo después de Trinidad. Las lecturas prescritas para el domingo fueron de la Epístola a los efesios, «caminen con cautela, ... llenos del Espíritu» (Efesios 5:15–21), y del Evangelio de Mateo, la parábola del banquete nupcial (Mateo 22:1–14). El texto de la cantata lo proporcionó el poeta de la corte Salomo Franck, publicado en Evangelisches Andachts-Opffer (1715). Se refiere al evangelio y refleja cuán esencial es seguir la invitación amorosa del Señor. El lenguaje de Franck es rico en contrastes, como «Seelengift und Himmelsbrot» (veneno para el alma y pan del cielo), y de imágenes derivadas de la Biblia, como «Der Himmel ist sein Thron» (El cielo es su trono) del Libro de Isaías (Isaías 66:1). La coral de cierre es la séptima estancia del himno Alle Menschen müssen sterben (1652) de Johann Rosenmüller.
Bach interpretó la cantata por primera vez el 3 de noviembre de 1715 (según el musicólogo Alfred Dürr) o el 25 de octubre de 1716. Bach volvió a tocar la cantata el 10 de octubre de 1723 en su primer año en Leipzig en una versión revisada, incluyendo un corno da tirarsi, un instrumento de viento barroco mencionado solo en la música de Bach y que se cree que fue similar a la trompeta de varas (tromba da tirarsi). Se perdió la partitura de Bach y parecen faltar algunas partes también.

## Partitura y estructura
Bach estructuró la obra en seis movimientos. Al igual que otras cantatas escritas durante este período en Weimar, la partitura es para un pequeño conjunto, cuatro solistas y un conjunto instrumental barroco de corno da tirarsi (probablemente agregado en Leipzig), dos violines, viola y bajo continuo, incluido el fagot en el primer movimiento. Solo la coral está configurado para cuatro voces.
1. Aria (bajo): Ach! ich sehe, itzt, da ich zur Hochzeit gehe
2. Recitativo (tenor): O großes Hochzeitfest
3. Aria (soprano): Jesu, Brunnquell aller Gnaden
4. Recitativo (alto): Mein Jesu, laß mich nicht
5. Aria dueto (alto, tenor): In meinem Gott bin ich erfreut
6. Coral: Ach, ich habe schon erblicket

## Música
La cantata se abre con un aria para bajo en la menor, acompañada de tres instrumentos en un entorno polifónico, los dos violines y la viola (con el corno). El motivo de las primeras palabras está presente la mayor parte del tiempo. El aria soprano parece carecer de una parte para un instrumento obbligato. Para la Bach Cantata Pilgrimage del Coro Monteverdi (y John Eliot Gardiner), Robert Levin reconstruyó una versión para flauta travesera y oboe de amor. El dúo también está acompañado solo por el continuo, pero parece completo. La melodía del coral de cierre es rara en otros lugares, pero apareció en Weimar no solo en esta obra, sino también en un preludio coral de Johann Gottfried Walther.

## Grabaciones
- Die Bach Kantate Vol. 54, Helmuth Rilling, Frankfurter Kantorei, Bach-Collegium Stuttgart, Arleen Augér, Alyce Rogers, Kurt Equiluz, Wolfgang Schöne, Hänssler 1976
- J. S. Bach: Das Kantatenwerk – Sacred Cantatas Vol. 8, Nikolaus Harnoncourt, Vienna Boys Choir, Concentus Musicus Wien, boy soprano, Paul Esswood, Kurt Equiluz, Robert Holl, Teldec 1986
- J. S. Bach: Complete Cantatas Vol. 3, Ton Koopman, Amsterdam Baroque Orchestra & Choir, Barbara Schlick, Elisabeth von Magnus, Paul Agnew, Klaus Mertens, Antoine Marchand 1995
- J. S. Bach: Cantatas Vol. 3, Masaaki Suzuki, Bach Collegium Japan, Yumiko Kurisu, Yoshikazu Mera, Makoto Sakurada, Peter Kooy, BIS 1996
- Bach Cantatas Vol. 11, John Eliot Gardiner, Monteverdi Choir, English Baroque Soloists, Magdalena Kožená, Sara Mingardo, Christoph Genz, Peter Harvey, Soli Deo Gloria 2000